# فاسيلي إيورداتش
فاسيلي إيورداتش (بالرومانية: Vasile Iordache)، من مواليد 9 أكتوبر 1950، لاعب كرة قدم روماني سابق، ومدرب كرة قدم روماني.
لعب مع منتخب رومانيا لكرة القدم.

## روابط خارجية
- فاسيلي إيورداتش على موقع الاتحاد الدولي (مؤرشف)  (الإنجليزية)
- فاسيلي إيورداتش على موقع قاعدة بيانات كرة القدم.إي يو (الإنجليزية)
- فاسيلي إيورداتش على موقع ناشيونال فوتبول تيمز (الإنجليزية)
- فاسيلي إيورداتش على موقع عالم كرة القدم.نت (الإنجليزية)